# Botoșani (stacja kolejowa)
Botoșani (rum: Gara Botoșani) – stacja kolejowa w Botoszanach, w Okręgu Botoszany, w Rumunii. Stacja jest obsługiwana przez pociągi CFR Călători. Jest stacją końcową linii kolejowej Verești – Botoszany.

## Historia
Została zaprojektowana w 1867 roku wraz z linią kolejową i została otwarta w 1872 roku, wraz z linią kolejową Botosani-Vereşti.
W 2004 zamknięto dworzec kolejowy, uważając go za bezwartościowy i niebezpieczny dla pasażerów. 
W 2014 ukończono prace modernizacyjne dworca.

## Opis
W Budynku dworca funkcjonuje poczekalnia, posterunek policji, toaleta. Przed budynkiem dworca znajduje się postój taksówek oraz przystanki komunikacji publicznej.

## Linie kolejowe
- Linia Verești – Botoszany